# NS-Baureihe Mat ’36
Die NS-Baureihe Mat ’36 oder Materieel ’36 war eine Serie von 90 Elektrotriebzügen, die von der Niederländischen Eisenbahn (NS) ab 1936 eingesetzt wurde. Das technische Konzept der Triebzüge beruht auf der zwei Jahre zuvor beschafften Baureihe Mat ’34 mit dieselelektrischem Antrieb. Merkmale waren Stromlinienform, Faltenbälge an den Wagenübergängen, Schürzenbleche an den Unterseiten und eine glatte Schweißkonstruktion der Wagenkästen. Trotz Stromabnehmern nannte die Öffentlichkeit sie weiterhin „Diesels“.

## Beschreibung und Einsatz

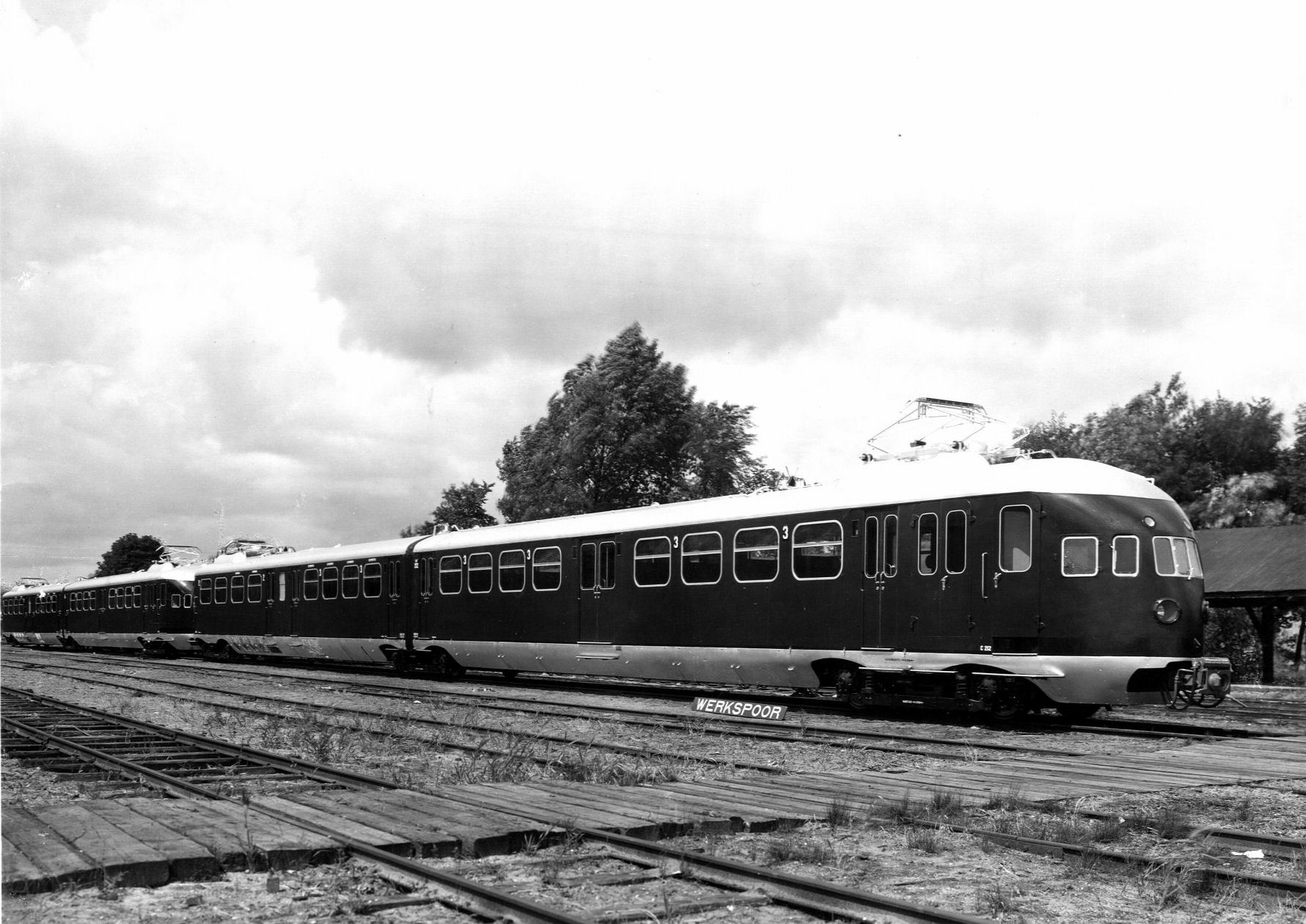
Züge 212 und 211, Seitenansicht, 1938

Der Lieferung vorausgegangen war eine Prototypenserie von acht Zügen mit der Bezeichnung Mat ’35, Seriennummer 201 – 208. Die Baureihenbezifferung bei den Triebzügen der NS bezieht sich stets auf das erste Jahr der Indienststellung. Die Vorserie wurde auf der Verbindung von Rotterdam nach Hoek van Holland eingesetzt, daraus ergab sich der Spitzname die „Hoek van Hollanders“. Die Hauptserie wurde nur leicht verändert, es gab Schiebetüren anstelle von Schwingtüren und der Gepäckraum war verkleinert.
Die Mat ’36-Serie bestand zunächst aus 53 zweigliedrigen Zügen (Typ EI2) mit den Nummern 211 – 263 und 37 dreigliedrigen Zügen (Typ EID3) mit den Nummern 601 – 637. Die zweiteiligen Garnituren hatten Jakobs-Drehgestelle, die dreiteiligen Garnituren hatten eine klassische Abstützung mit zwei separaten Drehgestellen für jeden Wagenkasten. Ab 1942 wurden 29 zweiteilige und alle dreiteiligen Züge um einen mittleren Wagenkasten verlängert. Die neuen Dreiteiler erhielten die Nummerierung 401 – 429, während die neuen Vierteiler ihre Nummerierung behielten. Nach 1952 wurden weitere 13 Triebzüge zu dreigliedrigen Zügen umgebaut, sie erhielten die Nummern 441 – 453.
Die Hauptstrecken zwischen den größeren Städten der Niederlande waren zu der Zeit bereits weitgehend elektrifiziert. Auf diesen Verbindungen wurden die Triebzüge der Baureihe Mat ’36 eingesetzt.
1940 erfolgte eine weitere Lieferung der Baureihe mit der Bezeichnung Mat ’40. Sie bestand aus 15 zweigliedrigen und 25 fünfgliedrigen Zügen. Im Vergleich zur Vorgängerserie wurde die Größe der Frontfenster leicht verändert, und die Züge erhielten auch eine 1. Klasse. Während des Zweiten Weltkriegs gingen mehrere Züge verloren. Danach war der Bedarf an Transportkapazitäten hoch, soweit möglich wurden beschädigte Züge wieder instand gesetzt und es wurde eine weitere Serie von 144 Zügen mit der Bezeichnung Mat ’46 bestellt. Davon waren 79 Züge zweigliedrig und 65 viergliedrig. Auch diese Züge unterschieden sich nur geringfügig von den Vorkriegsausführungen. In Summe ergeben sich 282 weitgehend ähnliche Triebzüge mit elektrischen Antrieb, die auf der Konstruktion der Baureihe Mat ’36 beruhen.
Die Deutsche Reichsbahn (DR) baute Ende der 1950er aus nach dem Zweiten Weltkrieg auf dem Gebiet der späteren DDR verbliebenen Fahrzeugen der Baureihe Mat ’36 den vierteiligen DR ET 25 201 auf. Aufgrund des abweichenden Stromsystems waren umfangreiche Umbauten erforderlich. Der Triebwagen erwies sich jedoch als relativ störanfällig. Die Reichsbahn musterte ihn 1971 aus, fünf Jahre später wurde er verschrottet. Weitere Mat-’36-Wagen verwendete die Reichsbahn 1955/56 zum Neuaufbau des SVT 137 902 der Bauart Berlin, von dem nach dem Krieg lediglich der Maschinenwagen im Bereich der DR verblieben war.

## Ausmusterung und Verbleib
Mit der Baureihe Mat ’54 kam 1954 eine Nachfolgeserie an elektrischen Triebzügen zum Einsatz. Zugleich begann die Ausmusterung der Mat ’36 und ihrer Nachfolgebaureihen. Die letzten Züge verkehrten zwischen Utrecht und Baarn, 1970 wurde der letzte Zug außer Betrieb genommen.
Lediglich ein Triebzug hat überlebt. Es ist ein dreigliedriges Exemplar, mit der ursprünglichen Nummer 418, die später auf 252 geändert worden ist. Er ist restauriert, sein Äußeres entspricht dem Auslieferungszustand vom Jahr 1938 mit dunkelgrüner Lackierung, roten Frontstreifen, alufarbenem Dach sowie alufarbenen Schürzen. Er steht im Niederländischen Eisenbahnmuseum in Utrecht.